# Chromium
Chromium (МФА ['krəumɪəm], кро̀умиъм, на английски: chromium – хром) е проект с отворен код, който стои зад Google Chrome. Проектът има за цел да изгради средство за по-безопасна, по-бърза и по-стабилна употреба на интернет. Частта, разработена от Google, е освободена под BSD лиценз, като другите части са лицензирани под най-различни разрешителни лицензи за отворен код, включително MIT лиценз, LGPL лиценз, Ms-PL и MPL/GPL/LGPL – троен лиценз. Браузърът изпълнява същите функции, приложени в Google Chrome, но е с малко по-различно лого.

## Неофициални версии на Chromium
- На 15 септември 2008 г. CodeWeavers пуска неофициален пакет на Wine и разработачният строеж[ неясно? ] на Chromium №21 за Linux и Mac OS X, която те обявяват като CrossOver Chromium.[4][5]
- SRWare Iron е версия на софтуера Chromium, който изрично изключва събирането и предаването на информация за ползването на браузъра.[6]
- Възможно е да се изтегли и прегледа предварително копие на Mac версията на Chromium от разработачния[ неясно? ] уебсайт на Chromium. Въпреки че това е по-скоро вътрешна версия за разработчици, тя позволява да се види прогресът при разработката на браузъра.
- Подобна предварителна версия за Linux е също достъпна.